# Свомп-поп
Свомп-поп (англ. Swamp pop, дословно «болотный поп») — жанр популярной музыки, сформированный коренным населением Южной Луизианы (регион Акадиана) и прилегающей части Юго-Восточного Техаса. Родоначальниками свомп-попа были каджуны, экспериментировавшие со звуком в 1950-х — начале 1960-х годов; сам жанр сочетает в себе ново-орлеанский ритм-энд-блюз, кантри и традиционные музыкальные течения Французской Луизианы. Хотя свомп-поп является довольно расплывчатым термином, жанр имеет большую аудиторию в своих родных регионах, Южной Луизиане и юго-восточном Техасе, также это музыкальное направление достаточно популярно в Соединённом Королевстве, Северной Европе и Японии.
Свомп-рок (англ. Swamp rock) — самостоятельный музыкальный жанр, отличается от свомп-попа бо́льшим упором на рок-музыку 1960-х, нежели на ритм-энд-блюз 1950-х, который стал одним из определяющих факторов в звучании свомп-попа. В этом жанре записывали материал такие исполнители, как Creedence Clearwater Revival, JJ Grey & Mofro, Тони Джо Уайт, Delaney & Bonnie и Джесси Эд Дэвис.

## Звучание
Структуру звучания свомп-попа характеризуют эмоциональные тексты о любви, фортепиано в стиле хонки-тонк, волнистые басовые партии, мощные духовые секции и сильный ритм-энд-блюзовый бэк-бит. Яркими примерами этой концепции являются баллады, такие как «Mathilda» группы Cookie and his Cupcakes (записана в 1958 году), по мнению многих поклонников жанра являющейся неофициальным «гимном» свомп-попа. В жанре также было записано много оптимистических композиций, таких как «See You Later, Alligator» Бобби Чарльза (1955), позже перепетая группой Bill Haley & His Comets.
Во время расцвета жанра (1958—1964) несколько свомп-поп-песен отметились в национальных чартах США. Среди них были: «Just A Dream» Джимми Клэнтона (1958), «Prisoner’s Song» Уоррена Шторма (1958), «Sea Of Love» Фила Филлипса (1959), «This Should Go On Forever» Рода Бернарда (1959), Джо Бэрри «I’m A Fool To Care» (1960) и «I’m Leaving It Up To You» Dale & Grace (1963).
Поклонники свомп-попа в Южной Луизиане и Юго-Восточном Техасе считали многие песни этого жанра, которые никогда не становились национальными хитами, классикой. Среди многих других, к ним относятся «Lonely Days, Lonely Nights» Джонни Аллана (1958), «Crazy Baby» Бака Роджерса (1959), «Let’s Do the Cajun Twis» Randy and the Rockets (1962), «I’m Not a Fool Anymore» Ти Кей Халина (1963) и Клинта Уэста (1965) «Big Blue Diamond».

## Истоки
Музыканты, которые повлияли на формирование свомп-попа, в юности слушали (и исполняли) традиционную музыку каджун и зайдеко, а также популярные композиции стилей кантри и хиллбилли — таких музыкантов, как Боб Уиллс, Мун Малликан и Хэнк Уильямс. Однако, как и другая американская молодежь в середине 1950-х, вскоре они открыли для звучание рок-н-ролла и ритм-энд-блюза — модных жанров стремительно набирающих популярность в исполнение таких артистов, как Элвис Пресли и Фэтс Домино. В результате музыкальные предпочтение ранних исполнителей свомп-попа сместились от традиционных фолковых композиций Французской Луизианы, таких как «Jolie Blonde», «Allons a Lafayette» и «Les flammes d’enfer», в пользу рок-н-ролльных и ритм-энд-блюзовых песен на английском языке. Помимо этого, музыканты переключились с фолковых инструментов, таких как аккордеон и скрипка, к более современной аппаратуре — электрогитарам и бас-гитарам, пианино, саксофону и полноформатным барабанным установкам .

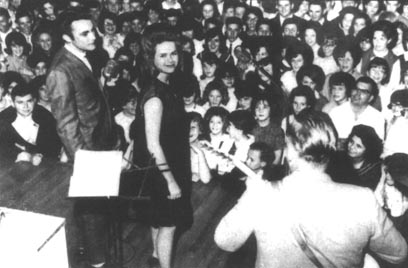
Дуэт свомп-поп-музыкантов Dale & Grace, 1963 год

К концу 1950-х годов свомп-поп-музыканты сформировали свой собственный звук и репертуар. Они выступали в местных танцевальных залах, таких как «Southern Club» в Опелусасе, «Landry’s Palladium» в Лафайете, OST Club в Рейне и Green Lantern в Лоутелле. Кроме того, они выпускали записи на местных лейблах, таких как Jin Records Флойда Сойло (Вилл-Платт), Goldband Records Эдди Шулера (Лейк-Чарльз), La Louisianne Records Кэрол Рачу (Лафайетт), Crazy Cajun Records Хьюи Мо (Хьюстон), а также лейблах принадлежащих принадлежащие Джей Ди Миллеру их Кроули, Луизиана (который также записывал свомп-поп-музыку для крупных национальных лейблов, таких как Excello Records из Нэшвилла).
Свомп-поп-музыканты часто брали англо-американские псевдонимы с целью скрыть свои каджунские фамилии. Так, Джон Аллен Гийо стал Джонни Алланом, Чарльз Роберт Гидри́ — Бобби Чарльзом, Джо Барриос — Джо Бэрри, Элвуд Дюга — Бобби Пейджем, а Терри Джин Деруан — Джином Терри. Некоторые из этих музыкантов сменили имена, потому что им было стыдно за свои сельские французские корни — чувство, которое в то время тяготило часть каджунов. Другие — из-за экономической выгоды: они хотели продавать записи не только в Южной Луизиане и юго-восточном Техасе, но и за пределами этих регионов, где произношение этнических каджунских фамилий, таких как Гийо, Барриос и Деруан, было непривычным и незапоминающимся для промоутеров, диджеев и аудитории.
Несмотря на очевидные влияния рок-н-ролла и ритм-энд-блюза, свомп-поп был не лишён фольклорных особенностей. Например, группа Bobby Page and the Riff Raffs записали «Hippy-Ti-Yo», двуязычную рок-н-рольную версию традиционной каджунской песни «Hip et Taiaut», а Род Бернард сделал то же самое с «Allons danser Colinda», ещё одной важной франкоязычной народной композицией. В свою очередь, впоследствии Джо Бэрри перезаписал свой хит «I’m A Fool To Care» на французском языке под названием «Je suis belle pour t’aime», а Randy and the Rockets выпустили «Let’s Do The Cajun Twist», английский ремейк любимой французами песни «Allons a Lafayette».

## Наследие
С момента возникновения свомп-попа в середине 1950-х более 20 песен этого жанра отметились в чарте Billboard Hot 100: пять из них достигли Top-10, а три — вершины этого хит-парада. Несмотря на то, что именно Ново-орлеанский ритм-энд-блюз считается одним из родоначальников свомп-попа, впоследствии этот жанр также испытал обратное влияние, что заметно в песнях: «Just Because» Ллойда Прайса, «Those Lonely Lonely Nights» Эрла Кинга, «Can’t Believe You Want To Leave» Литл Ричарда, «(I Don't Know Why) But I Do» Клеренса Хенри и «On Bended Knee» Бобби Чарльза. Свомп-поп также оставил свой отпечаток на родственном жанре, известном как «свомп-блюз», в том числе классической композиции «Rainin' In My Heart» Слима Харпо. Впоследствии, много песен в этих жанрах перепел американский артист Джерри Ли Льюис: «Mathilda» и «Got you on my mind» группы Cookie and the Cupcakes, а также «Rainin' In My Heart» Харпо.
Влияние свомп-попа на популярную музыку XX века прослеживается в песнях The Rolling Stones «You’ll Lose a Good Thing» и «Oh Baby (We Got A Good Thing Goin'» (кавер-версии Барбары Линн), «Sea of Love» The Honeydrippers (кавер-версия Фила Филлипса), «Pledging My Love» Элвиса Пресли (кавер-версия Джонни Эйса), и даже «Oh! Darling» The Beatles.
Свомп-поп также оставил след на музыке техано, особенно на ранних записях этого жанра, такие как «Before the Next Teardrop Falls» и «Wasted Days and Wasted Nights» Фредди Фендера (1975 год). Аудитория Южной Луизианы и Юго-Восточного Техаса как правило воспринимает Фендера как полноценного свомп-поп-музыканта.
Свомп-рок представляет собой отдельный жанр, звучание которого в большей степени отражает влияние рок-музыки 1960-х, нежели ритм-энд-блюза 1950-х, характерного для свомп-попа. Материал в этом жанре записывали такие исполнители, как Creedence Clearwater Revival и Тони Джо Уайт.
Хотя в середине 1960-х популярность свомп-попа начала постепенно снижаться, что было связано с бумом т. н. «британского вторжения», жанр продолжает привлекать преданных поклонников на фестивали и в клубы Южной Луизианы и Юго-Восточного Техаса. Несколько молодых музыкантов, таких как Дон Рич, пришли на смену поколению пионеров свомп-попа, большинству из которых сейчас уже за шестьдесят. Некоторые молодые исполнители не относящиеся к этому жанру, такие как Захари Ричард, Марк Бруссард и Си Си Эдкок, отмечали сильное влияние свомп-попа на своё творчество (так, Эдкок выступил сопродюсером документального фильма «Promised Land: A Swamp Pop Journey» о своей свомп-поп-группе Lil 'Band o' Gold, в которой также выступают пионеры жанра — Уоррен Сторм и Томми Маклейн).